# Channallabes alvarezi
Channallabes alvarezi е вид лъчеперка от семейство Clariidae. Видът не е застрашен от изчезване.

## Разпространение
Разпространен е в Габон и Екваториална Гвинея.

## Описание
На дължина достигат до 41,3 cm.